# Massoud Barzani
Massoud Barzani (kurdisk مه‌سعوود بارزانی, Mesûd Barzanî) (født 16. august 1946) er den 1. præsident i Kurdistan Regional Government i Irak og leder af Kurdistans Demokratiske Parti i Irak. Barzani blev født i Mahabad, i den Iranske del af Kurdistan. Han har fem sønner og tre døtre. Han overtog lederskabet af Kurdistans Demokratiske Parti efter at hans far, den kurdiske Mulla Mustafa Barzani, der døde 1. marts 1979. Efter 2003 hvor regimet i Irak styrtede sammen, blev han ved et demokratisk valg, af det Kurdiske Regionsparlament udpeget som præsident for regionen i 2006, som ligger i det nordlige Irak.
| Biografi | Spire Denne biografi er en spire som bør udbygges. Du er velkommen til at hjælpe Wikipedia ved at udvide den. |